# Erzhausen
Erzhausen är en tysk kommun i distriktet (Landkreis) Darmstadt-Dieburg i förbundslandet Hessen. Den ligger alldeles norr om Darmstadt.

## Historia
Orten nämns för första gången år 1264 i urkunden Codex Laureshamensis. Under 1600-talet drabbades staden av pesten och trettioåriga kriget.

## Historiska namn
| - 900-talet: Erhardeshusen - ungefär 1200: Erhardeshusen - ungefär 1250: Erharteshusen - 1264: Erardishusen - 1273: Erharthusen - 1273: in villa Erharthusen - 1282: Eradeshusen - 1282: Erndeshusen; Ebrathshusen - 1331: Erarshusen - 1331: Irtzhusen - 1413: Ebrichshusen; Erarthusen - 1413: Ehartzhusen - 1440: Eretzhusen - 1446: Erhartzhusen | - 1400-talet: Erczhussen - 1451: Erhartshusen - 1452: Erhartshusen - 1453: Erhartshusen - 1454: Erhartßhussen - 1454: Erhartßhußen - 1497: Ertzhusen - 1506: Erhartzhausen - 1526: Ertzhusen - 1541: Erhartshaussen - 1549: Erhartshausen - 1576: Ertzhaussen - 1579: Ertzhausen - i dag: Erzhausen |

## Demografi
Dokumentmall:
| Datum | Invånare         |
| ----- | ---------------- |
| 1618  | cirka 250        |
| 1622  | cirka 200        |
| 1629  | 29 Hausgesessene |
| 1641  | cirka 50         |
| 1648  | obebodd          |
| 1669  | 73               |
| 1771  | 559              |
| 1829  | 559              |
| 1834  | 567              |
| 1840  | 596              |
| 1846  | 643              |
| 1852  | 692              |
| 1858  | 726              |
| 1864  | 787              |
| 1871  | 829              |
| 1875  | 898              |
| 1885  | 1.053            |
| 1895  | 1.151            |

| Datum | Invånare |
| ----- | -------- |
| 1900  | 1.244    |
| 1905  | 1.390    |
| 1910  | 1.556    |
| 1925  | 1.872    |
| 1933  | 2.258    |
| 1939  | 2.342    |
| 1946  | 2.859    |
| 1950  | 3.086    |
| 1956  | 3.471    |
| 1961  | 4.098    |
| 1967  | 5.296    |
| 1970  | 5.663    |
| 1981  | 6.208    |
| 2004  | 7.186    |
| 2011  | 7.503    |
| 2015  | 7.864    |
| 2016  | 8.126    |
| 2020  | 7.950    |

| Diagram, år 1669 till 2020 |

## Järnväg
Erzhausen ligger 20 kilometer söder om Frankfurt am Mains stadscentrum. Det tar ungefär tjugofem minuter att resa mellan Erzhausen och Frankfurt am Mains centrum med pendeltåg.
Erzhausen ligger 10 kilometer norr om Darmstadts stadscentrum.
Det tar ungefär tio minuter att resa mellan Erzhausen och Darmstadt Hauptbahnhof med pendeltåg.

## Vänorter
Erzhausen har följande vänorter:
- Mnichovo Hradiště, sedan 1997
- Incisa in Val d’Arno, sedan 2006
- Malgrat de Mar, sedan 2013
- Ivanychi, sedan 2017

## Galleri

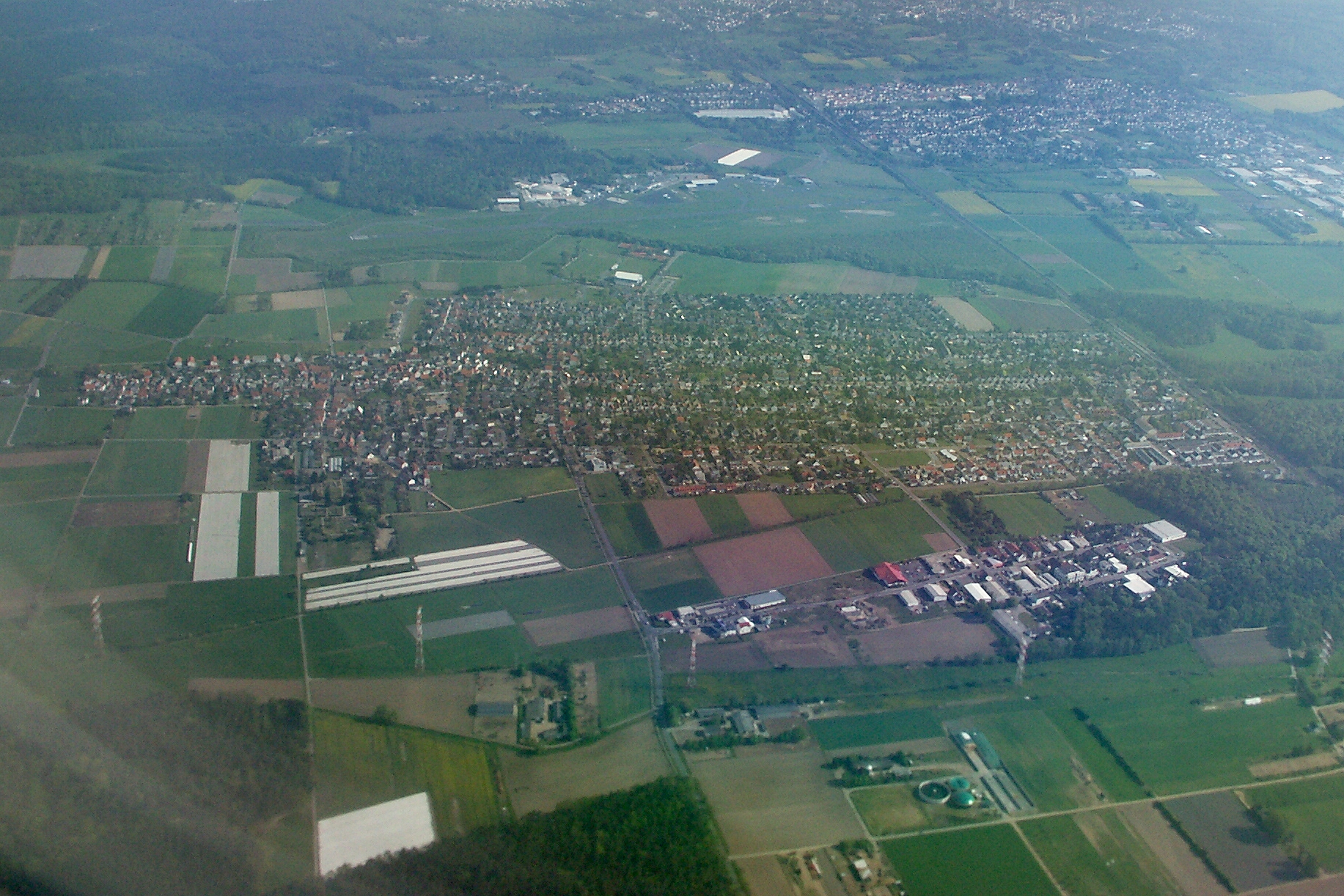
Flygfoto av Erzhausen (2010)
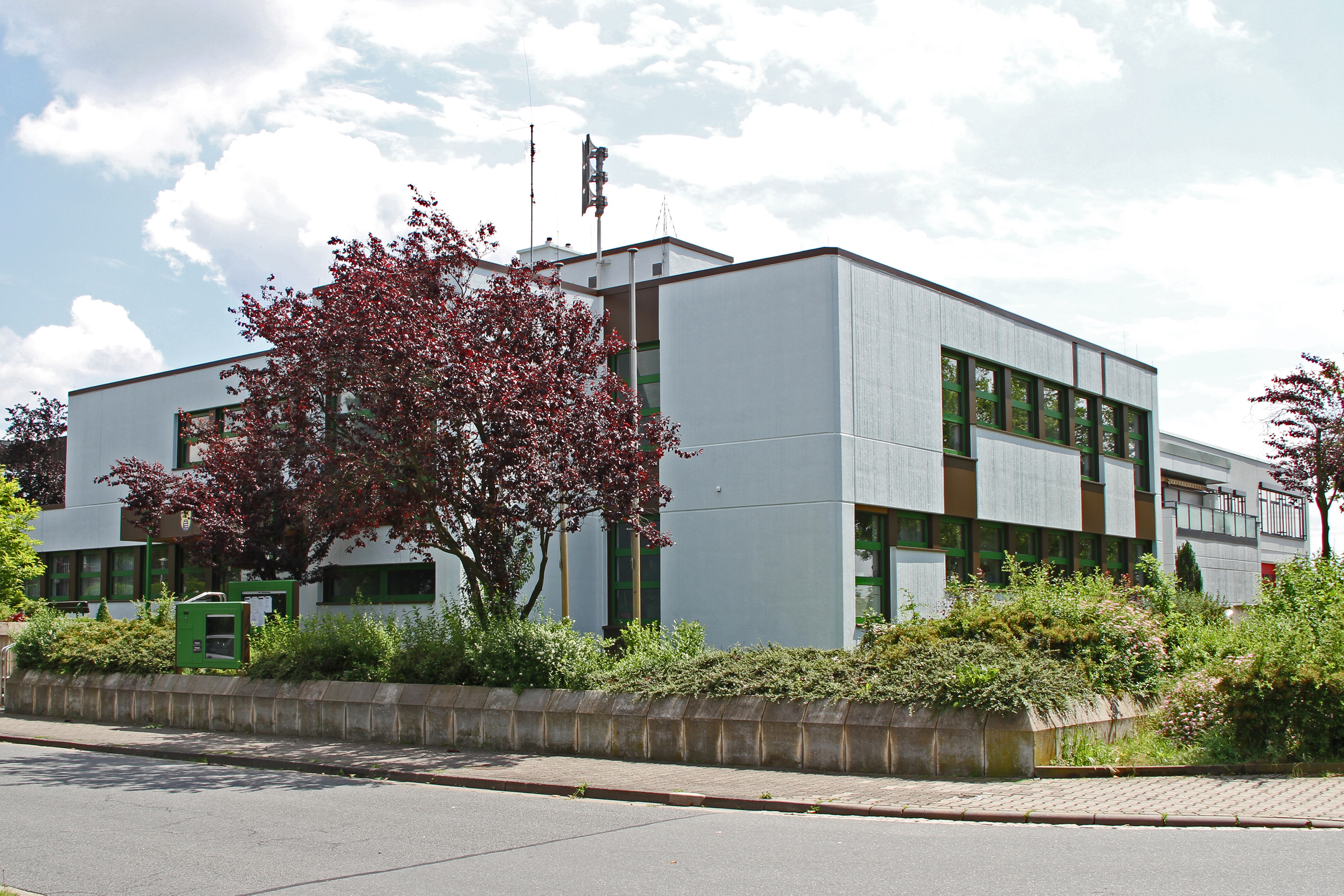
Rådhuset (2010)
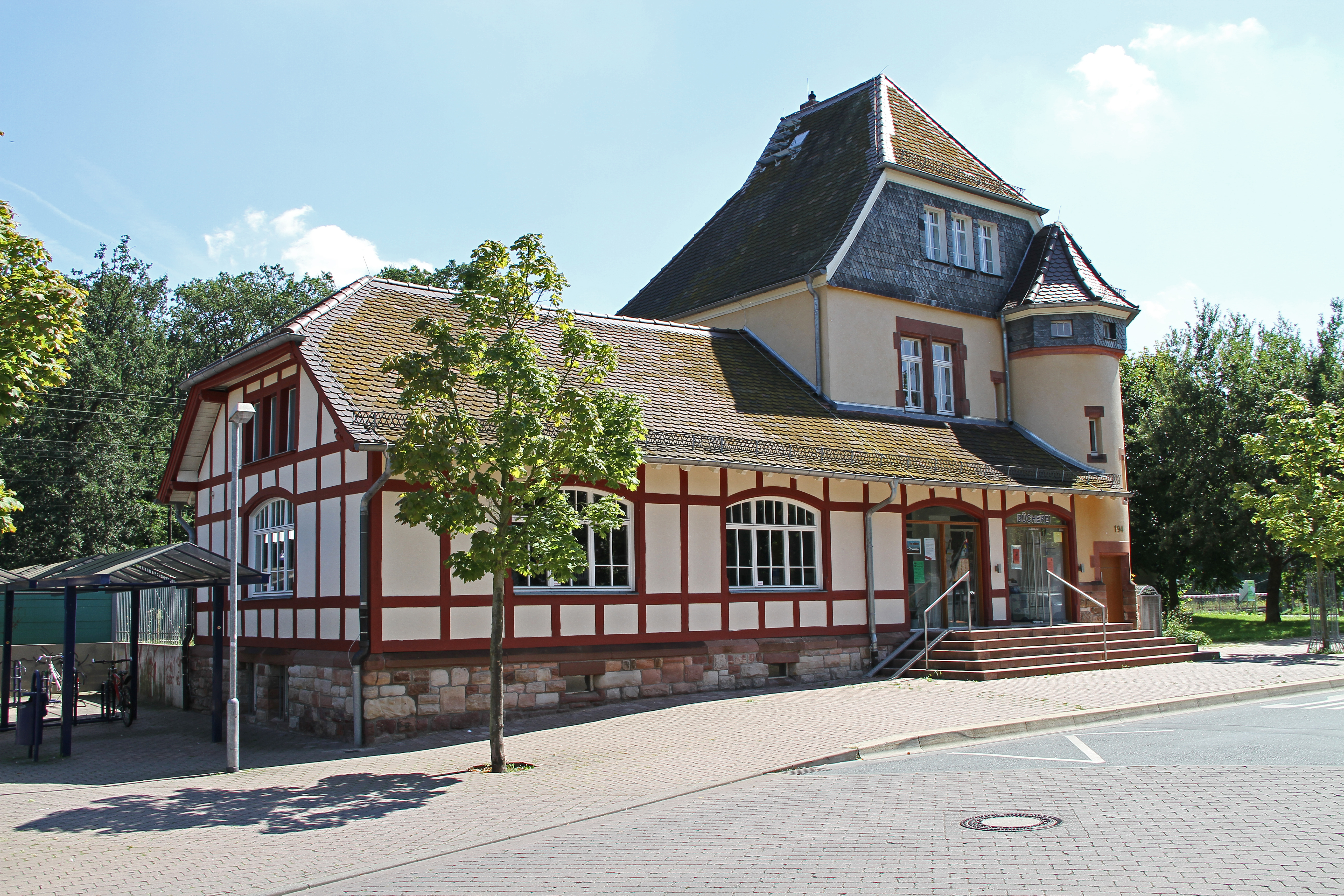
Järnvägsstationen (2010)
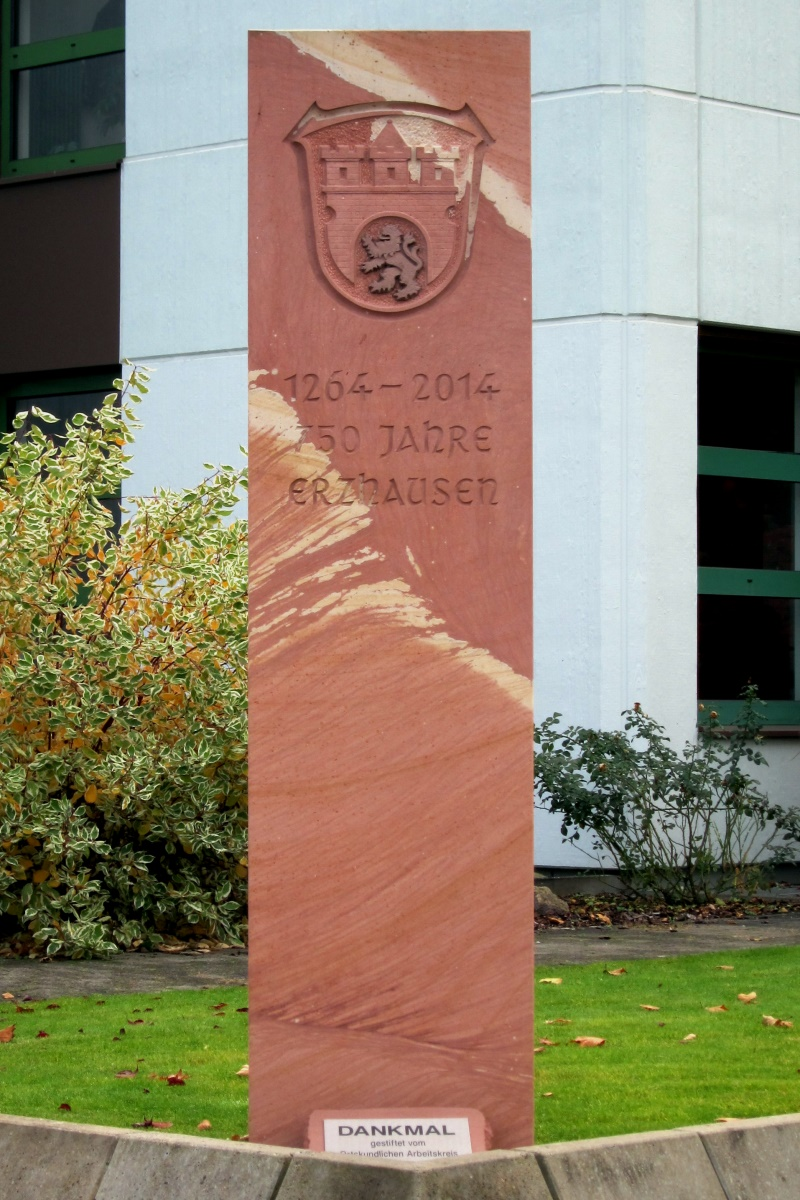
Monument Dankmal (2015)
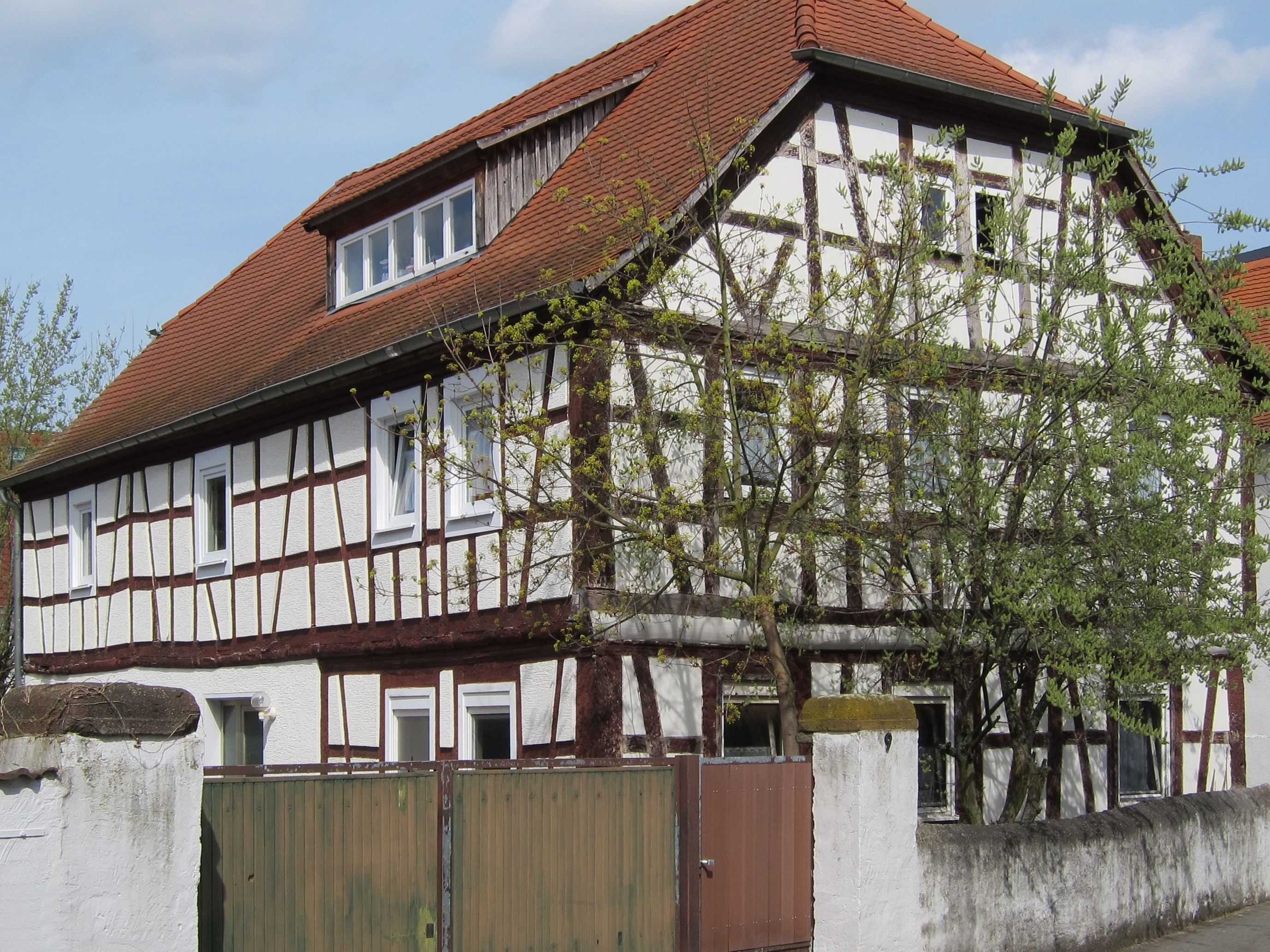
Korsvirkeshus (2015)
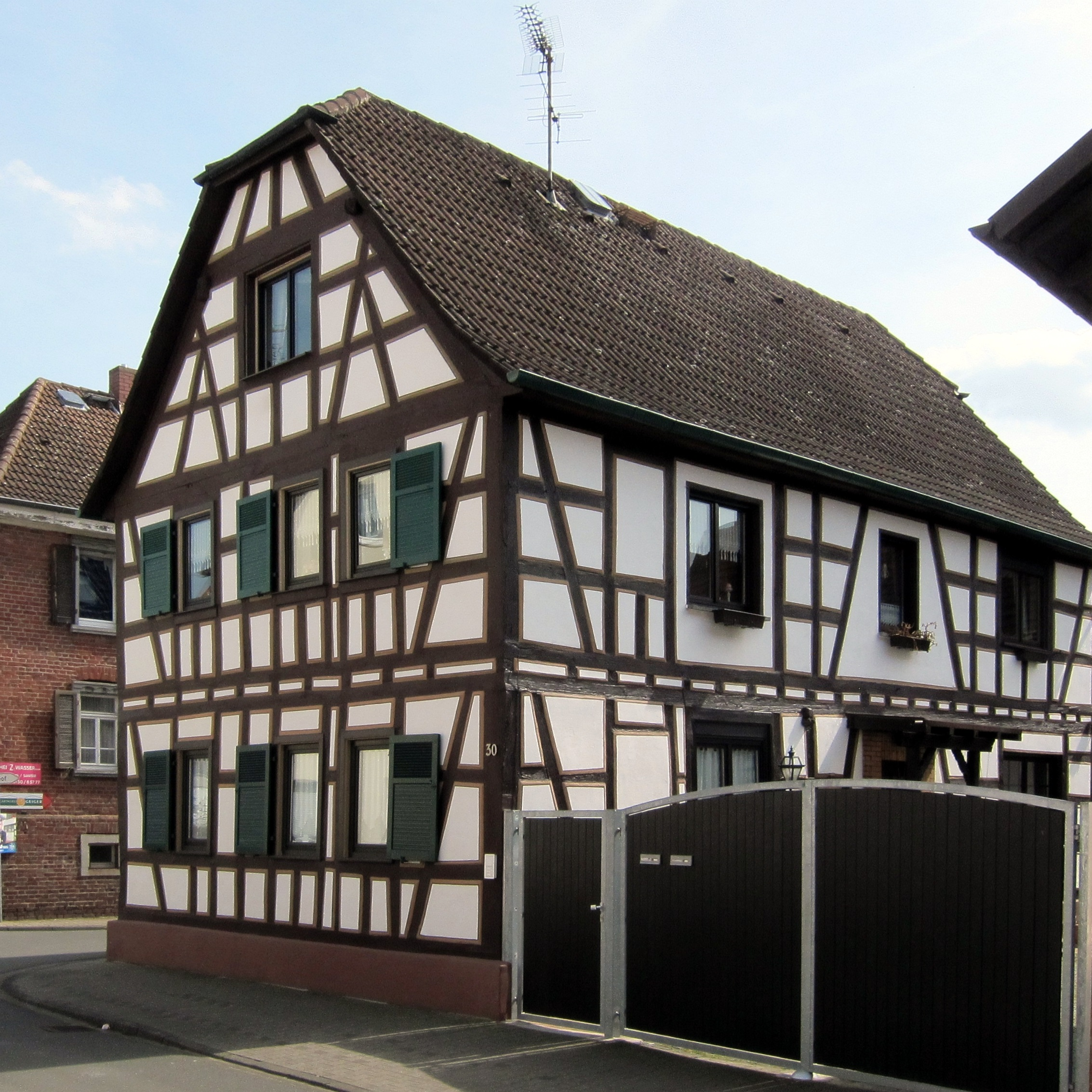
Korsvirkeshus (2015)
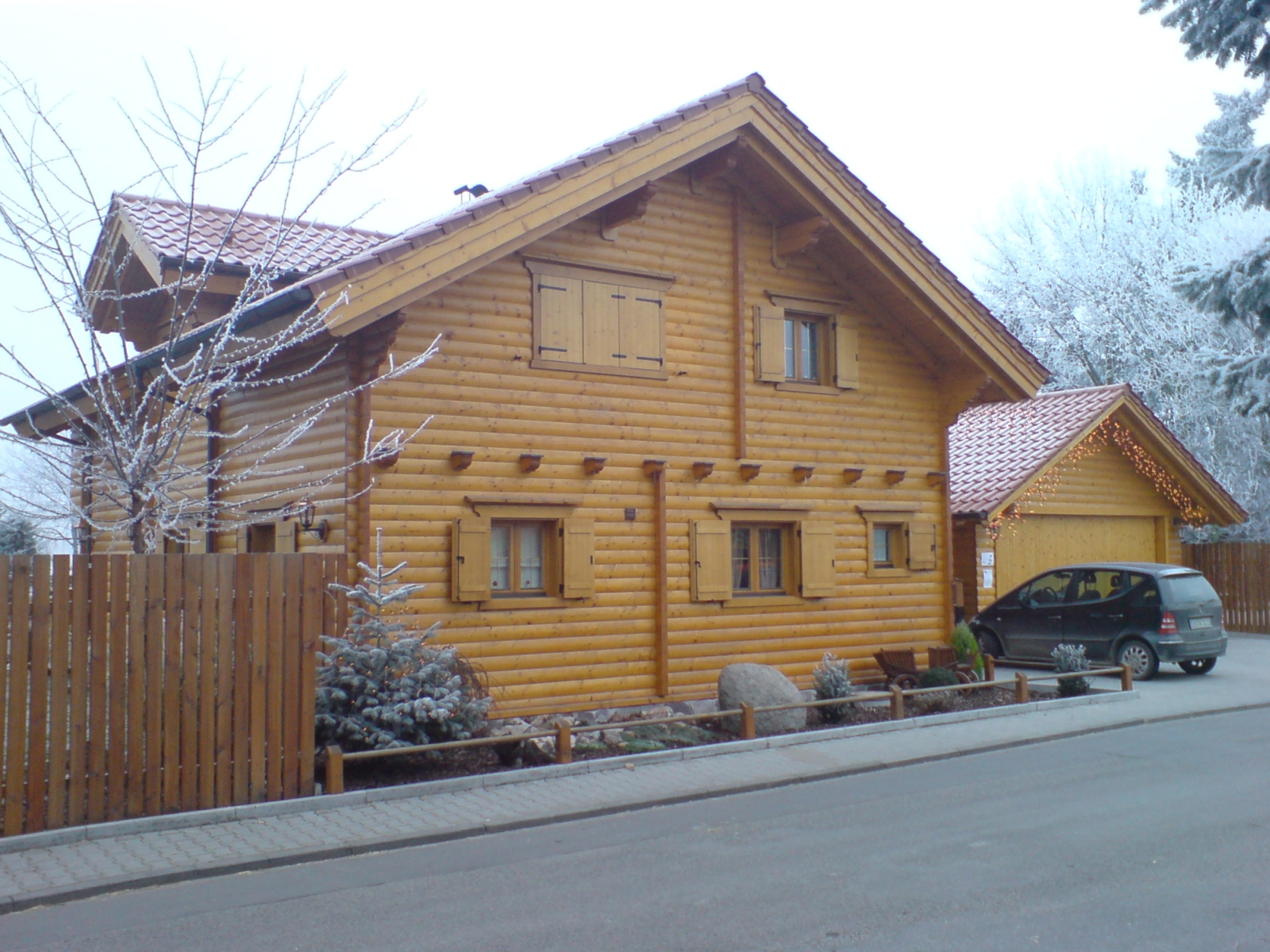
Trähus (2007)
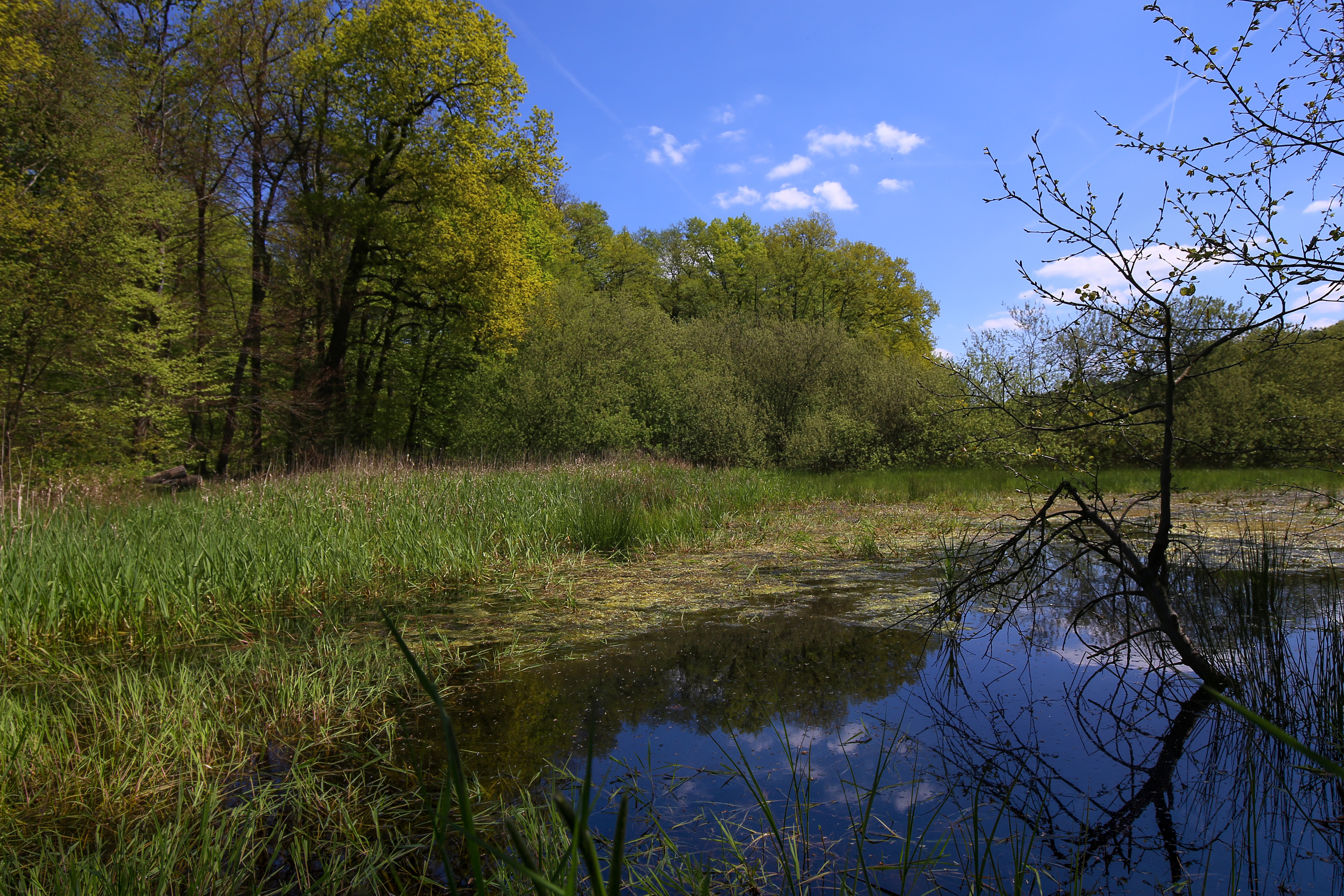
Naturreservat Faulbruch (2016)